# Porto Alegre Challenger 1979
Il Porto Alegre Challenger 1979 è stato un torneo di tennis facente parte della categoria ATP Challenger Series nell'ambito dell'ATP Challenger Series 1979. Il torneo si è giocato a Porto Alegre in Brasile dal 23 al 29 luglio 1979 su campi in terra rossa.

## Vincitori

### Singolare
Belus Prajoux ha battuto in finale  Fernando Maynetto con il punteggio di 6–2, 6–4

### Doppio
Marcos Hocevar /  João Soares hanno battuto in finale  Lito Álvarez /  Álvaro Fillol con il punteggio di 6–1, 6–0